# Tillandsia nuptialis
Tillandsia nuptialis là một loài thuộc chi Tillandsia. Đây là loài đặc hữu của Brasil.